# Måndagstjärnen (Ljusdals socken, Hälsingland)
Måndagstjärnen är en sjö i Ljusdals kommun i Hälsingland och ingår i Delångersåns huvudavrinningsområde. Sjön har en area på 0,0886 kvadratkilometer och ligger 327 meter över havet.

## Delavrinningsområde
Måndagstjärnen ingår i det delavrinningsområde (689590-150976) som SMHI kallar för Ovan 689514-151151. Medelhöjden är 359 meter över havet och ytan är 3,26 kvadratkilometer. Det finns inga avrinningsområden uppströms utan avrinningsområdet är högsta punkten. Vattendraget som avvattnar avrinningsområdet har biflödesordning 2, vilket innebär att vattnet flödar genom totalt 2 vattendrag innan det når havet efter 118 kilometer. Avrinningsområdet består mestadels av skog (97 procent). Avrinningsområdet har 0,09 kvadratkilometer vattenytor vilket ger det en sjöprocent på 2,8 procent.